# Антоніу Монтейру
Антоніу Мануел Машкареньяш Гоміш Монтейру (порт. António Manuel Mascarenhas Gomes Monteiro; 16 лютого 1944 — 16 вересня 2016) — президент Кабо-Верде від 22 березня 1991 до 22 березня 2001 року.

## Життєпис
Вивчав право в Лувенському католицькому університеті в Бельгії. Від 1974 до 1977 року займався дослідницькою роботою в Міжуніверситетському центрі публічного права та був помічником професора на правничому факультеті. Був засновником Асоціації адвокатів Кабо-Верде.
Від 1977 до 1980 року займав пост генерального секретаря Національної асамблеї Кабо-Верде. У 1980–1990 роках очолював Верховний суд.
1991 року став першим демократично обраним президентом Республіки Кабо-Верде, був переобраний 1996 року. Під час перебування на посаді президента продовжував свою міжнародну правову діяльність. Від 1994 до 1997 року обіймав посаду голови Міждержавного комітету боротьби із посухою. 1998 року був обраний президентом Співтовариства португаломовних країн.